# Eutelia cana
Eutelia cana là một loài bướm đêm trong họ Noctuidae.